# Gertrud Zucker
Gertrud Zucker (* 3. Januar 1936 in Berlin-Weißensee) ist eine deutsche Illustratorin und Grafikerin. Neben Filmwerbung, Pressezeichnungen und Gelegenheitsgrafik widmete sie sich der grafischen Gestaltung einer Vielzahl von Romanen und Bilderbüchern für Kinder sowie nach der Wende auch von Schulbüchern, nachdem andere Aufträge nach Abwicklung der DDR-Verlage weniger geworden waren. Große Bekanntheit erlangte sie durch ihre originellen, liebe- und humorvollen Kinderbuchillustrationen.

## Leben
Ihre Kindheit verbrachte Gertrud Zucker in Berlin und während des Zweiten Weltkrieges kurzzeitig in Pommern.
Nach dem Abitur 1954 in Berlin, absolvierte sie von 1954 bis 1959 ein Grafikstudium an der Hochschule für bildende und angewandte Kunst in Berlin-Weißensee. Ihre Lehrer waren u. a. die Professoren Werner Klemke, Arno Mohr und Paul Rosié.
Seit 1960 lebt sie als freischaffende Illustratorin in Bad Saarow und gestaltete seitdem über 100 Kinderbücher. Sie arbeitete überwiegend für die Verlage Kinderbuchverlag Berlin, Verlag Junge Welt, Domowina-Verlag und Volk und Wissen Verlag.
Zucker gehört zu den ständigen künstlerischen Mitarbeitern der kommunistisch-sozialistischen Monatsschrift RotFuchs.
Seit 1958 ist sie mit Gerd Zucker verheiratet, aus der Ehe stammen drei Kinder.

## Zeichentechnik
Der Altmeister der DDR Kinderbuchillustration, Hans Baltzer, sah Zuckers besondere Stärke in der Handhabung der Farben als Stimmungsträger. Sparsam dekorativ und harmonisch-flächig setzt sie Farbwerte auf eine Buchseite, immer entsprechend den Text-Bild-Beziehungen. Ihre scheinbar unkomplizierte leicht hingesetzte Zeichnung und heitere Farbigkeit zeigt die Figuren wirklichkeitsnah und gegenstandsbezogen. Stimmungen wie Frohsinn, Ausgelassenheit, Weinen und Zorn, die schnell wechselnde kindliche Gefühlsskala trifft sie mit sicheren Strichen. Ihre Werke zeigen oft nur das Wesentliche, überraschen aber nach genauerem Betrachten mit liebevollen Details und stimulieren so die Phantasie der kleinen Betrachter. In zahlreichen Bilderbuchgeschichten sprudelt es von turbulenten, fröhlichen Einfällen, die der Text allein nicht bietet.

## Ehrungen (Auswahl)
- mehrfach Ehrung im Wettbewerb Schönste Bücher der DDR
- Hans Baltzer-Preis des Kinderbuchverlages
- 1980 Kunstpreis des Rates des Bezirks Frankfurt/Oder
- 1986 Kunstpreis der FDJ
- 1991 „Lobenswerte Anerkennung“ auf der Frankfurter Buchmesse für das Schulbuch Unsere Muttersprache

## Illustrationen (Auswahl)
- Hosenmatz, erzähl mir was (1964)
- Troddel, Taps und Tine (Autor: Hannes Hüttner, 1965)
- Bim, bam, bum (Autor: Nils Werner, 1965)
- Das Mädchen hieß Gesine... (Autor: Karl Neumann, 1966)
- Auf dem ABC-Stern (Autor: Wera Küchenmeister, 1967)
- Das Windrad (Autor: Helmut Preißler, 1967)
- Ilse Bilse (Autor: Achim Roscher, 1968), ISBN 978-3-358-03007-3
- Mondhörnchen (Autor: Bodo Schulenburg, 1970)
- Die Katze wäscht den Omnibus (Autor: Peter Hacks, 1973)
- Sundus und der hafergelbe Hund (Autor: Benno Pludra, 1976)
- Tanzende Birken – Gedichte für Kinder aus der Sowjetunion mitgebracht (Autor: Werner Lindemann, 1977)
- Vom Riesen Timpetu (Autor: Alwin Freudenberg, 1910), 1977, ISBN 978-3-89603-334-5
- Die Lärchengeige (Autor: Jan Wornar, 1978)
- Das ist Pille Riim (Autor: Ellen Niit, 1980)
- Ausgerechnet Michael! (Autor: Sieglinde Dick, 1981), ISBN 978-3-225-41475-3
- Die Mühle auf dem Meeresgrund (1983)
- Weshalb bekommt man eine Ohrfeige? (Autor: Peter Abraham, 1983), ISBN 978-3-358-00613-9[2]
- Der Dackel Oskar (Autor: Edith Bergner, 1984), ISBN 978-3-358-00602-3
- Kein Kostüm für Karla? (1986), ISBN 978-3-358-00501-9
- Jule & Julchen (1987), ISBN 3-358-00294-2
- Das Schulgespenst (Autor: Peter Abraham, 1988)
- ABC, lesen tut nicht weh (Autor: Peter Abraham, 1989), ISBN 978-3-358-01305-2
- Kito Lorenc (Nacherzählung): Der goldene Apfel - ein sorbisches Märchen. Domowina-Verlag, Bautzen, 1990
- Unsere Muttersprache (1991), ISBN 978-3-06-100230-5
- Carolas Flucht nach Denkdirwas (Autor: Peter Abraham, 1997), ISBN 978-3-89603-002-3
- Das Hexenhaus (Lese-Ecke für Büchernarren) (Autor: Albert Wendt, 1999), ISBN 978-3-358-02191-0
- Eselsohren. Ein Lesebuch weint (Autorin: Ingeborg Rapoport, 2017), ISBN 978-3-943614-12-1

## Ausstellungen (unvollständig)

### Einzelausstellungen
- 1977: Schwerin, Staatliches Museum
- 1986: Leipzig, Galerie der Georg-Maurer-Bibliothek

### Teilnahme an zentralen und wichtigen regionalen Ausstellungen in der DDR
- 1969 bis 1985: Frankfurt/Oder, vier Bezirkskunstausstellungen
- 1972 bis 1988: Dresden, VII. bis X. Kunstausstellung der DDR
- 1979: Berlin, Ausstellungszentrum am Fernsehturm („Buchillustrationen in der DDR. 1949 – 1979“)
- 1984: Berlin, Galerie am Prater („Kinderbuchillustrationen“)